# أندرو ك. بروك
أندرو ك. بروك (بالإنجليزية: Andrew C. Brock)‏ هو سياسي أمريكي، ولد في 9 أبريل 1974 في مقاطعة دافي في الولايات المتحدة. حزبياً، نشط في الحزب الجمهوري. وقد انتخب عضو مجلس ولاية كارولاينا الشمالية (2003 – 30 يونيو 2017).

## وصلات خارجية
- الموقع الرسمي